# Anthelephila picta
Anthelephila picta es una especie de coleóptero de la familia Anthicidae.

## Distribución geográfica
Habita en Laos.